# Oncopterus darwinii
Oncopterus darwinii är en fiskart som beskrevs av Steindachner, 1874. Oncopterus darwinii ingår i släktet Oncopterus och familjen flundrefiskar. Inga underarter finns listade i Catalogue of Life.